# Dilbert Dunker
Il Dilbert Dunker è un dispositivo di addestramento utilizzato per gli equipaggi di aerei ed elicotteri (in effetti per questi viene utilizzato un dispositivo affine chiamato Helo Dunker) al fine di valutare e migliorare le loro capacità di uscire da una carlinga finita sott'acqua dopo un incidente.

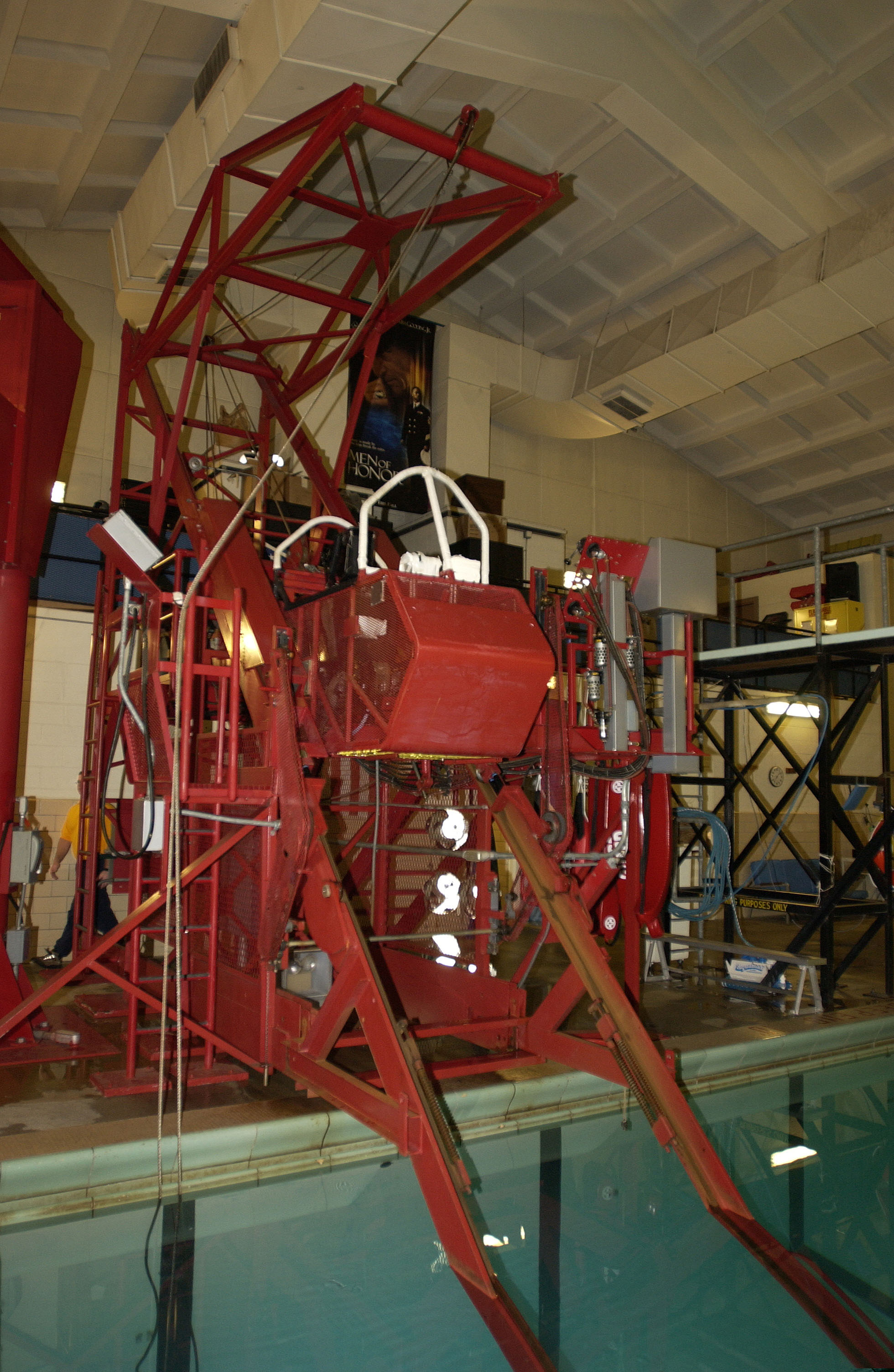
Dilbert Dunker utilizzato in passato dagli equipaggi della US Navy presso la Naval Air Station Whidbey Island

## Struttura
Il dispositivo è costituito da un simulacro di carlinga con sedile munito di cinture di sicurezza, che mediante una guida viene fatto scorrere dentro una piscina. Una volta dentro, l'operatore deve slacciarsi e uscire in sicurezza dalla carlinga, riemergendo in superficie. Il personale addestrativo interviene in caso di problemi, per evitare danni all'operatore; le condizioni dell'acqua possono essere anche rese meno agevoli, per esempio abbassandone la temperatura con blocchi di ghiaccio o incendiando del combustibile galleggiante sulla superficie. All'operatività dell'apparato è riconosciuto il merito di aver salvato decine di migliaia di vite. In particolare, ne esiste un modello in Italia, presso la base elicotteri della Marina Militare di Maristaeli di Catania Fontanarossa, che dopo la chiusura di un analogo esemplare utilizzato dalla US Navy presso la Naval Air Station di Pensacola, negli Stati Uniti d'America, è rimasto l'unico al mondo nel suo genere.

## Storia
Il dispositivo è stato inventato nel 1943, durante la seconda guerra mondiale dall'ingegnere Wilfred Kaneb. La necessità del dispositivo emerse dal gran numero di incidenti di volo nei quali persero la vita piloti e personale di volo degli Alleati, il che fece emettere un requisito per la sua costruzione; allo scopo ne furono costruiti quattro esemplari, che, non essendo frutto di una linea di produzione industriale, vennero costruiti e messi alla prova uno per uno, a volte con qualche problema emerso durante il collaudo.
Un addestramento con il Dilbert Dunker è rappresentato in una scena del film Ufficiale e gentiluomo del 1982, con protagonista Richard Gere.

## Dilbert Dunker di Catania
La Marina Militare Italiana ha un modello di Dilbert Dunker presso la base di MARISTAELI Catania la cui costruzione è stata iniziata nel 1965 ed entrato in funzione nel 1969. La struttura nel suo complesso viene usata in generale per i corsi di acquaticità e sopravvivenza in mare ma, soprattutto, questo peculiare “allenatore” per equipaggi di volo serve ad istruire il personale aeronavigante sulla gestione dello stato di emergenza in cui malauguratamente dovesse venirsi a trovare durante un ammaraggio controllato o forzato.
La struttura del Dilbert Dunker è costituita da un capannone, all’interno del quale vi è una piscina di notevoli dimensioni con annessa una struttura metallica dotata di uno scivolo su cui scorre un simulacro di una carlinga che riproduce quella di un aviogetto. Il funzionamento consiste nella messa in acqua dello scivolo, mentre a metà della rampa viene posto l'abitacolo mobile sul quale prende posto il pilota che deve effettuare la prova, il quale viene bloccato al seggiolino tramite delle cinghie; l’abitacolo viene sganciato dalla carrucola che lo sorregge scivolando così nella piscina ad una velocità di impatto con l’acqua di circa 65 chilometri orari, con l’impatto che provoca il rovesciamento dell’abitacolo e la persona viene capovolta a testa in giù e a questo punto una volta inserito in bocca l'autorespiratore con l’ossigeno il pilota o lo specialista deve sganciarsi dal seggiolino, andare verso il fondo della piscina simulando di evitare eventuali rottami e quindi allontanarsi. Tale operazione avviene con l’ausilio di due sommozzatori professionisti pronti in caso di emergenza.
Questo “Allenatore di Ammaraggio Forzato” presente a Catania è complementare all'Helo Dunker in funzione presso la Stazione Elicotteri di Luni presso La Spezia, entrambi hanno molto in comune ma l’attività che viene svolta su di essi ha delle proprie peculiarità.